# 펠리피 다 시우바 아모링
펠리피 다 시우바 아모링(Felipe da Silva Amorim)은 브라질의 축구 선수이다.